# St. Bartholomäus (Bernbach)
Die Filialkirche St. Bartholomäus ist die katholische Kirche von Bernbach, einem Ortsteil der Gemeinde Freigericht im Main-Kinzig-Kreis (Hessen). Die denkmalgeschützte Saalkirche von 1908 im Stil der Neuromanik dominiert das Ortsbild.

## Geschichte
Eine Kapelle in Bernbach wurde 1718 gebaut und zehn Jahre später konsekriert. Im Jahr 1874 folgte eine Erweiterung der Kapelle, für die 1876 eine Barockorgel erworben wurde.
Die heutige Kirche wurde in den Jahren 1907–1908 nach den Plänen des Mainzer Architekten August Greifzu errichtet, nachdem die bisherige Kapelle zu klein geworden war und nicht mehr erweitert werden konnte. Ursprünglich hat Greifzu eine dreischiffige Hallenkirche mit Querhaus im neuromanischen Stil geplant. Diese wurde aufgrund der Größe der Gemeinde jedoch als einschiffige Saalkirche ausgeführt. Der ursprüngliche Plan wurde 1908–1909 mit der Kirche St. Christophorus in Niederselters verwirklicht.
Bis 1923 ist die Gemeinde Bernbach eine Filiale der Pfarrei St. Anna in Somborn (ehemals St. Peter und Paul). 1923 wurde die Gemeinde zur Kuratie mit eigenem Priester erhoben. 1978 erfolgte schließlich die Erhebung zur Pfarrei. Seit 1999 sind Bernbach und Altenmittlau/St. Markus pfarramtlich verbunden. Zum 1. Januar 2023 fusionierten die Pfarreien des Freigerichts und Hasselroth zur neuen Gemeinde St. Peter und Paul; seitdem ist die Kirche wiederum Filialkirche.

## Architektur
Die Ausrichtung der neuromanischen Kirche erfolgte nicht, wie üblich, nach Osten, sondern aufgrund der Grundstückslage nach Süden. Der Saalbau hat ein kurzes Querhaus mit einer Kapelle am östlichen Querarm und eine Apsis mit Kegeldach, Blendarkaden und 7/14-Schluss im Süden. Die Kirche ist ca. 21 m lang und hat eine Breite von etwa 12 m. Das Gewölbe im Innern ist ca. 12 m hoch, der Glockenturm im Nordwesten mit einem oktogonalen Helm ist 36 m hoch.
Die Fassade von Schiff und Turm wird durch mehrere in rotem Sandstein ausgeführte Achsen gegliedert, die von verputzten Flächen mit Blendarkaden unterbrochen werden. In Farbgebung und Gestaltung lehnte Greifzu sich dabei stark an den Limburger Dom an.

## Ausstattung
Von der originalen Ausstattung der Kirche ist nur wenig vorhanden. Der neuromanische Hochaltar, der sich in die Apsis einfügte und die Kommunionbank sind in den Jahren 1973–1976 entfernt worden und durch einen neuen Altar und Ambo ersetzt worden. Die Kirchenbänke wurde ebenso erneuert.
Im Innern hat die Kirche bei der Renovierung 1994–1996 ein helles Gesamtbild erhalten. Die Begleitstreifen und die unterschiedlichen Farbtöne der Sandsteinstruktur unterstreichen die architektonischen Bögen und Bänder. Die Farbgebung ist auf der Grundlage der ursprünglichen Ausmalung im neuromanischen Stil angepasst und hebt den Altarraum als geistliches Zentrum stärker hervor. Helmut Lutz gestaltete Altar, Ambo, Sakramentsstele und Kredenz aus vorgerostetem Eisen und Eichenholz und passte die weitere Ausstattung wie Taufbecken und Evangeliar-Pult dazu an.
In der Seitenkapelle (bis 1976 Sakristei) befindet sich seit 1995 eine Kreuzigungsgruppe, die aus vorhandenen Figuren zusammengestellt und farblich angepasst wurde.

### Fenster
Die Buntglasfenster stammen noch aus der Bauphase der Kirche. Sie sind von der Linnicher Kunstanstalt für Glasmalerei und Kunstverglasung hergestellt worden.
Die beiden Chorfenster zeigen den Kirchenpatron Bartholomäus und den Bistumspatron Bonifatius. In den Rosetten sind Anna mit Maria (links), Josef mit dem Jesuskind (rechts) sowie Cäcilia, die Patronin der Kirchenmusik (über der Orgel) dargestellt.
Die unteren Fenster zeigen die Darstellung den Kreuzwegstationen. Aufgrund veränderter Fensteranzahl nach Renovierungen enthält dieser wohl einmalige Fensterkreuzweg durch die Glasmalerei Peters neben den bekannten 14 Stationen zwei weitere österliche Motive – Auferstehung und die Begegnung mit den Emmaus-Jüngern.

### Orgel
Nach dem Bau der Kirche wurde zunächst die Orgel von 1876 aus der alten Kapelle aufgestellt und bis 1928 verwendet. Im Jahr 1933 erhielt die Kirche eine neue Orgel der Firma Späth. Das Instrument (opus 447) hatte elf Register auf zwei Manualen und Pedal. In den Jahren 1942 und 1964 wurde die Orgel jeweils durch die Orgelbaufirma Späth erweitert.
Im Zuge der Kirchenrenovierung 1975 wurde die Orgel durch Karl Böhmer & Sohn aus Rodenbach grundlegend überarbeitet. 1984 wurde sie durch Orgelbauer Schmidt aus Altenhaßlau überholt.
1996 hat Dieter Noeske die Orgel grundlegend überarbeitet und im neubarocken Stil neu intoniert. Sie verfügt über 1283 Pfeifen in 21 Registern mit elektro-pneumatischer Traktur. Die Disposition lautet wie folgt:
| I Manual C–g3 |             |       |
| 1.            | Prinzipal   | 8′    |
| 2.            | Rohrflöte   | 8′    |
| 3.            | Octave      | 4′    |
| 4.            | Koppelflöte | 4′    |
| 5.            | Quinte      | 2 ⁄3′ |
| 6.            | Octave      | 2′    |
| 7.            | Mixtur IV–V | 1 ⁄3′ |
| 8.            | Trompete    | 8′    |

| II Manual C–g3 |                   |    |
| 9.             | Gedackt           | 8′ |
| 10.            | Salicional        | 8′ |
| 11.            | Prinzipal         | 4′ |
| 12.            | Traversflöte      | 4′ |
| 13.            | Waldflöte         | 2′ |
| 14.            | Sesquialtera I–II |    |
| 15.            | Vox Humana        | 8′ |
|                | Tremulant         |    |

| Pedal C–f1 |            |     |
| 16.        | Subbass    | 16′ |
| 17.        | Octavbass  | 8′  |
| 18.        | Gedackbass | 8′  |
| 19.        | Octavbass  | 4′  |
| 20.        | Trompete   | 16′ |
| 21.        | Trompete   | 8′  |

- Koppeln:
  - Normalkoppeln:  II/I, I/P, II/P
  - Superoktavkoppel: II/I
- Spielhilfen: freie Kombination, Organum Plenum, Zungenabsteller

### Glocken
Am 25. März 1908 wurden drei Glocken für die neue Kirche geweiht. Sie stammten aus der Gießerei Schilling in Apolda und erklangen in den Tönen f1 – a1 – c2. Nachdem die beiden größeren Glocken 1917 zu Rüstungszwecken demontiert wurden, wurden 1923 zwei neue Glocken der gleichen Töne durch die Glockengießerei Otto aus Hemelingen/Bremen gegossen und die bestehende Glocke umgegossen. Hierbei wurde das Material der demontierten aber noch nicht eingeschmolzenen Glocken verwendet. Die Finanzierung erfolgte unter anderem durch Spenden von Bernbacher Amerika-Auswanderern. 1941 wurden diese beiden neuen Glocken wiederum zu Rüstungszwecken demontiert. Am 23. Mai 1948 wurden drei neue Glocken eingeweiht, die seither mit der alten Glocke ein vierstimmiges Geläute bilden.
| Nr. | Name             | Gussjahr | Gießer, Gussort         | Durchmesser (mm) | Gewicht (kg) | Nominal |
| 1   | St. Bartholomäus | 1948     | Otto, Bremen-Hemelingen | 1030             | 700          | g1      |
| 2   | Schutzengel      | 1948     | Otto, Bremen-Hemelingen | 860              | 400          | b1      |
| 3   | Ave Maria        | 1923     | Otto, Bremen-Hemelingen | 750              | 225          | c2      |
| 4   | Arme Seelen      | 1948     | Otto, Bremen-Hemelingen | 690              | 200          | d2      |

Die Schutzengel- und die Bartholomäusglocke übernehmen den Uhrenschlag. Eine differenzierte Läuteordnung unterscheidet nach Festgrad und Kirchenjahreszeit.

## Bildergalerie

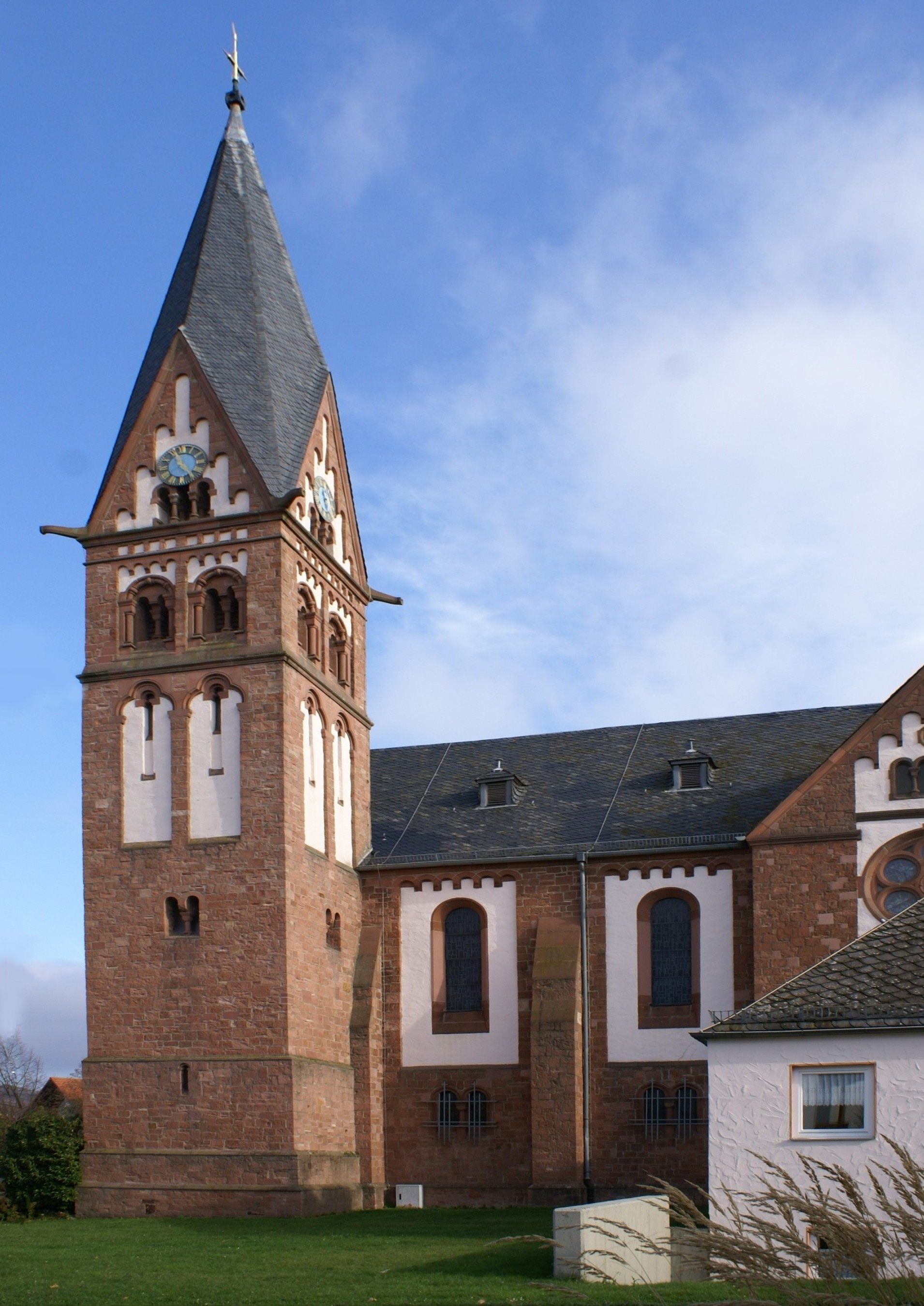
Westansicht mit Turm
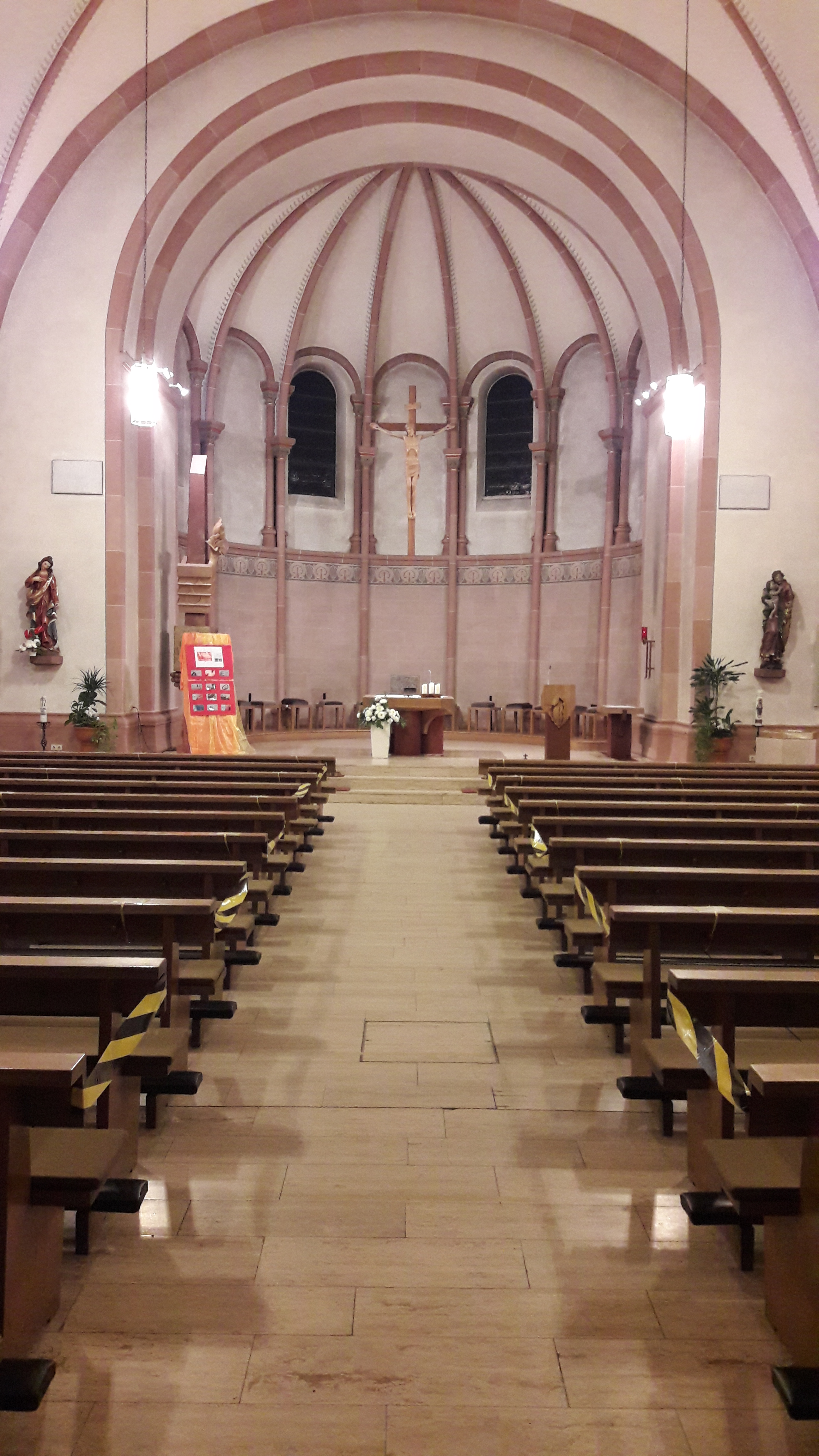
Innenansicht
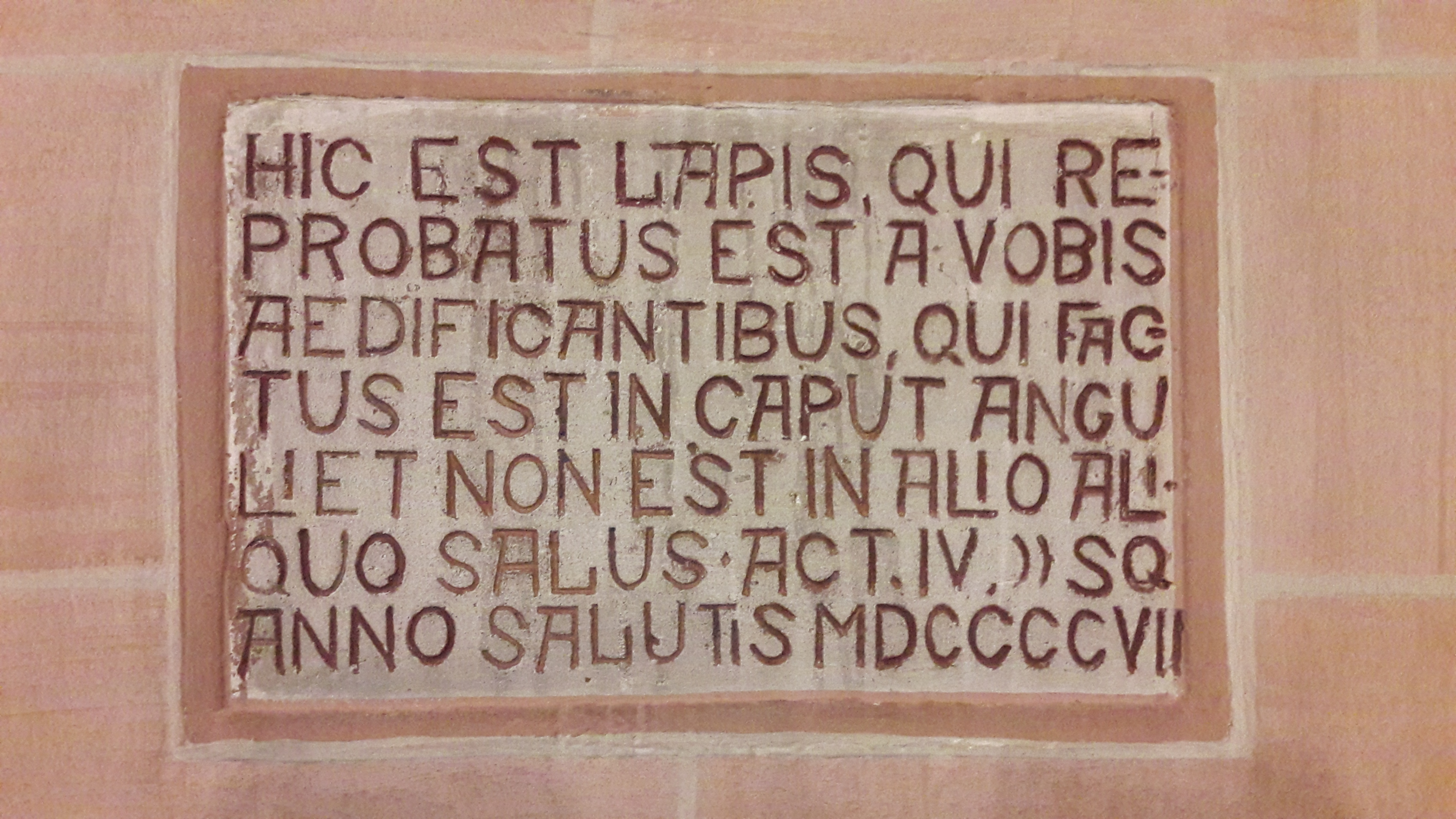
Grundstein in der Apsis
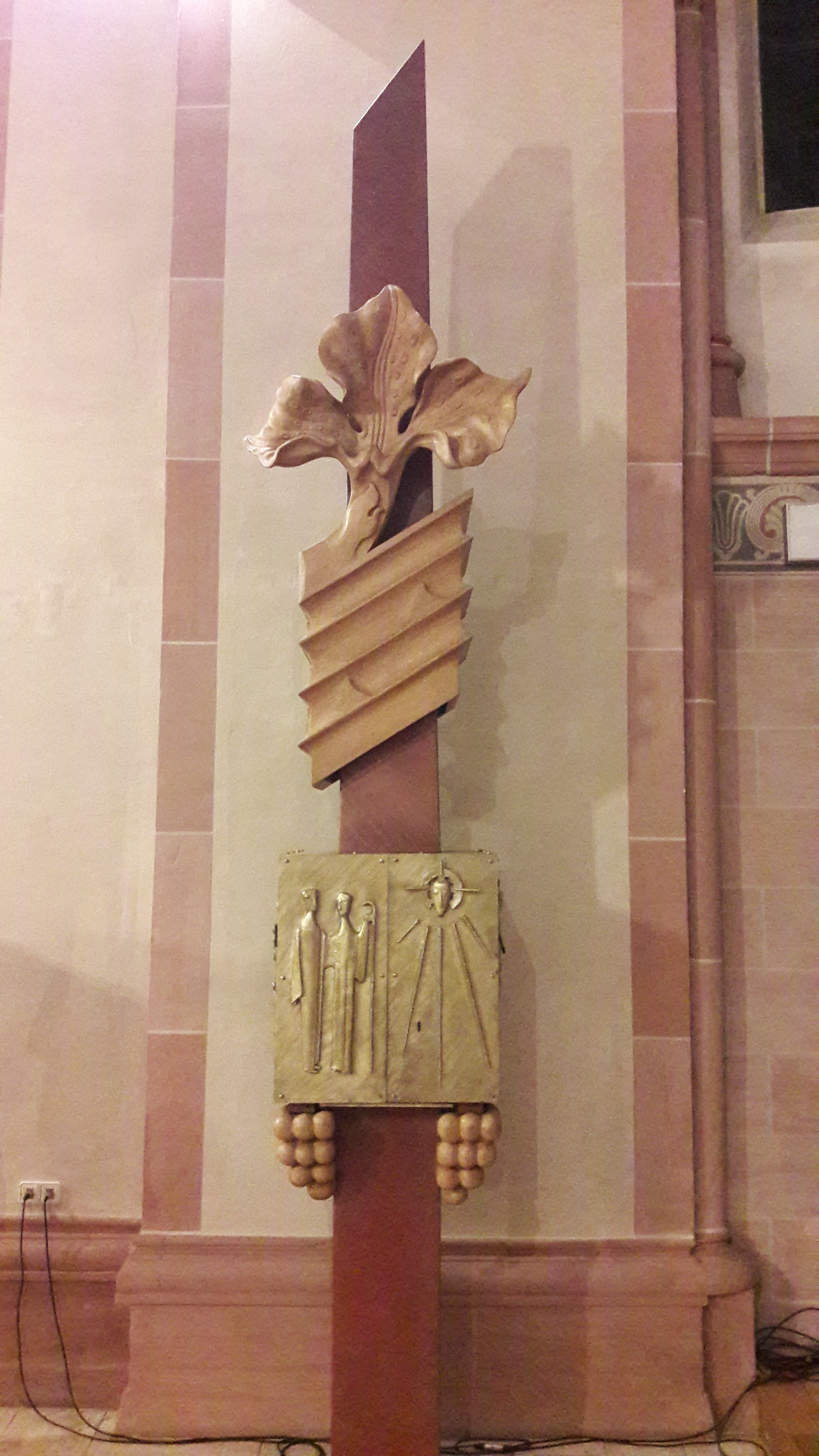
Sakramentsstele mit Tabernakel
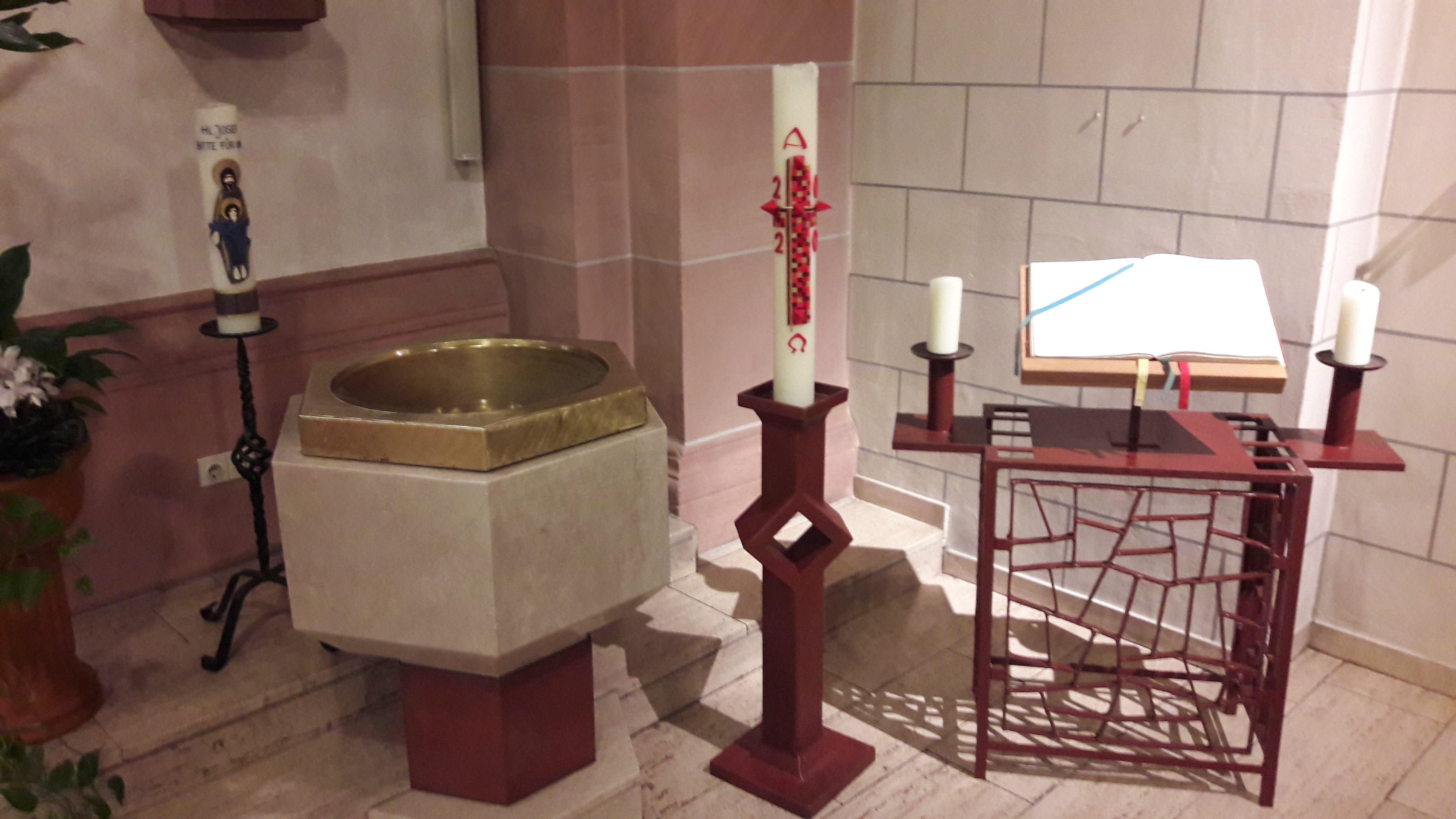
Taufstein mit Osterleuchter
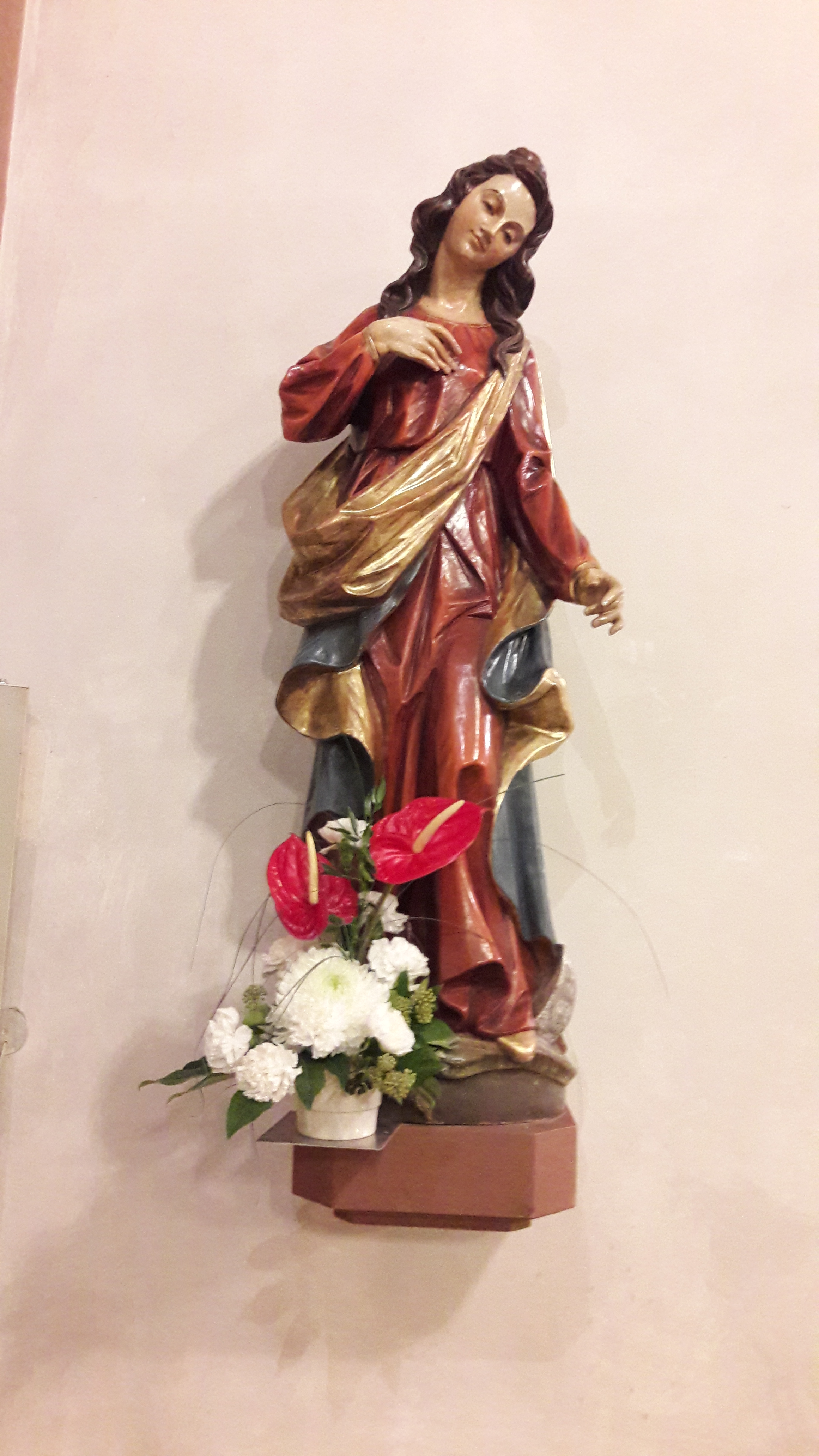
Maria Immakulata
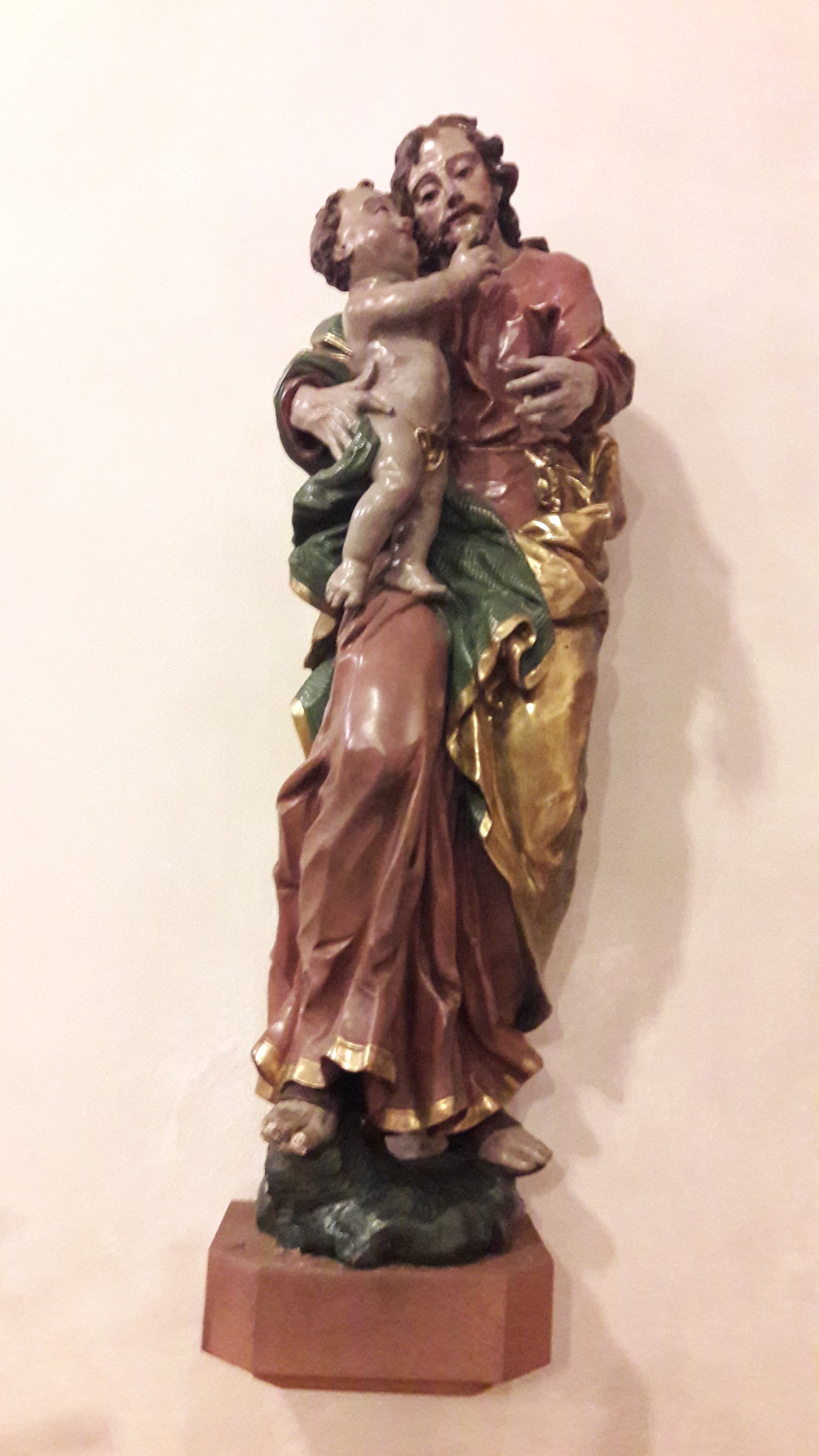
Josef mit Jesuskind
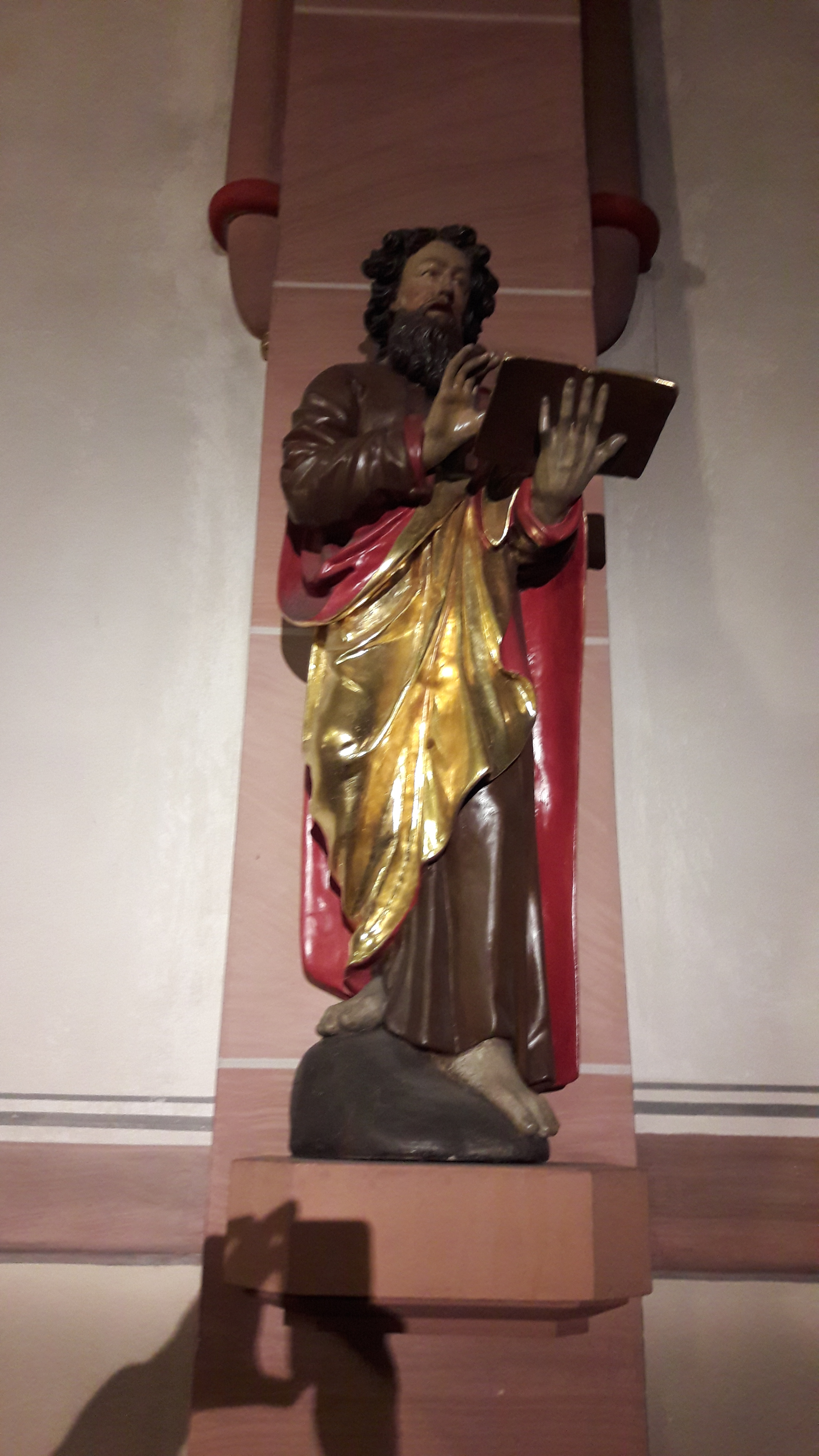
Kirchenpatron Bartholomäus
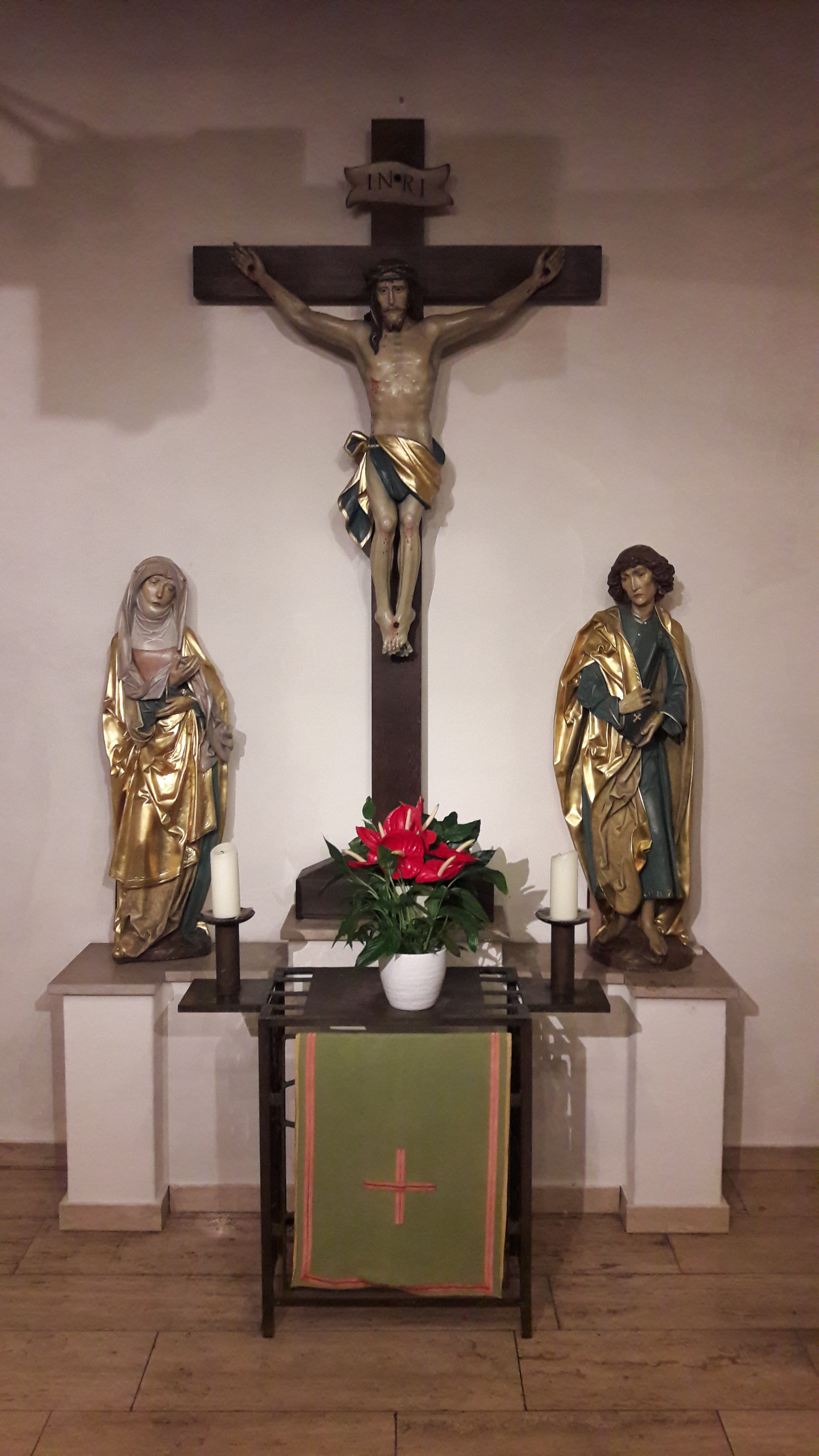
Kreuzigungsgruppe in der Seitenkapelle